# Malaja Kuberle
Die Malaja Kuberle (russisch Малая Куберле („Kleine Kuberle“); auch kurz: Куберле („Kuberle“) ) ist ein linker Nebenfluss des Sal in der russischen Oblast Rostow.
Die Malaja Kuberle entspringt an der Nordflanke des Sal-Manytsch-Rückens. Sie fließt in überwiegend nordnordwestlicher Richtung. Dabei passiert sie die Kleinstadt Simowniki. Sie mündet schließlich nach 152 km in den nach Westen strömenden Sal. Die Malaja Kuberle entwässert ein Areal von 1460 km². 
Die Malaja Kuberle durchfließt in einem breiten Tal eine landwirtschaftlich genutzte Steppenlandschaft.
Der Fluss wird hauptsächlich von der Schneeschmelze gespeist. Im Frühjahr führt der Fluss Hochwasser. 
Im Winter gefriert die Malaja Kuberle entlang ihrem gesamten Flusslauf.  